# Tuba (bebida)
La tuba es una bebida que consiste en savia de palma fermentada, particularmente palma de coco (Cocos nucifera) por lo que tiene una ligera graduación alcohólica. También se puede tomar del mismo día, sin fermentar, y por lo tanto no será una bebida alcohólica. Es de origen filipino, y durante el periodo colonial español se introdujo en las islas Marianas y el occidente de Nueva España, los actuales estados de Colima, Guerrero, Jalisco y Michoacán, en México. Posteriormente la tuba fue llevada también a las islas del estrecho de Torres, en el norte de Australia, por los inmigrantes filipinos. Las arecáceas crecen en todas las áreas tropicales del planeta, por lo que no es raro encontrar bebidas a base de fermentar palma en otros lugares, como el kallu en el sur de la India o el «vino de palma» en el África ecuatorial.

## Fermentación
El proceso de fermentación de la tuba es similar al de cualquier bebida frutal. Si se deja fermentar por unos días se obtiene una bebida embriagante y gaseosa que es comparable al pulque por su color blanquecino, olor, sabor y viscosidad.

## Tuba en el mundo

### En Filipinas
El término tuba es de origen bisayo-cebuano. Se atestigua por primera vez en Relación del primer viaje alrededor del mundo, libro publicado en 1525 por Antonio Pigafetta. El conquistador español Miguel de Loarca, en su libro Relacion de las Yslas Filipinas (1582), observó como los bisayos preparaban varias bebidas alcohólicas, además de tubâ: kabarawan, intus, pangasi y alak.
Los recolectores de tubâ, llamados «mananguetes» en las Visayas y Mindanao (del cebuano, mang-kawit) y «mangagarit» en Luzón, escalan el cocotero todas las mañanas temprano a recoger la tuba. La inflorescencia es cortada con una navaja llamada sanggot, y el líquido se guarda en un tubo de bambú llamado kawit, pasok o sugong. Este recipiente de bambú se deja colgando de la punta de la yema por varias horas para contener la savia que gotea lentamente. Cada vez es más común usar botellas de plástico en vez de tubos de bambú.
A la tuba recolectada se le puede agregar tungog (corteza seca del manglar Ceriops tagal) que es aromática y le da un característico color rojo y sabor agridulce. Si se dejase fermentar la tubâ con tungog, se convertiría en bahalina. En cambio si no lleva tungog, la tuba es de un blanco cremoso y es muy dulce.

### En las Islas Marianas
Los colonos filipinos introdujeron la producción de tubâ y la recolección de savia de coco en Guam y el resto de las Islas Marianas (entonces parte de las Indias Orientales Españolas). Su introducción inicial generalmente se atribuye a los ayudantes filipinos del misionero español Diego Luis de San Vitores en 1668. La tubâ se convirtió rápidamente en un elemento fijo de la cultura en las islas, que anteriormente no tenían bebida alcohólica nativa. El pueblo chamorro desarrolló dos derivados de tubâ: aguajente (también aguayente o agi , del español 'aguardiente'), un licor destilado similar al lambanóg filipino; y almibad, un jarabe dulce hecho de savia de coco hervida que se usa para hacer dulces y tortas de arroz (potu). La tubâ se consumía fresca (sin alcohol) o fermentada; siendo el primero popular entre mujeres y niños, y el segundo entre los hombres.
Poco después de la adquisición de Guam por parte de Estados Unidos a España en 1899, el gobierno estadounidense prohibió el aguajente. Cualquiera que fuera sorprendido haciéndolo sería condenado a prisión y multa. La prohibición permaneció en vigor durante los siguientes 40 años, restringiendo el tubâ sólo a las versiones sin alcohol y ligeramente alcohólicas. En 1939, poco antes del estallido de la Segunda Guerra Mundial, también se aplicaron impuestos a las palmas de coco productoras de tubâ, lo que paralizó aún más la industria. Hoy en día, la tubâ es escasa en las islas y su producción está en declive. 

### En México
Los cocos y la tuba se introdujeron en México en los siglos XVI al XVII a través de los Galeones de Manila que cruzaban anualmente el Pacífico desde Manila hasta Acapulco. La tuba se ha integrado totalmente en la cultura de los estados de Colima, Guerrero, Jalisco y Michoacán. En México, el método de preparación de esta bebida es similar a la versión filipina; Los recolectores de savia, llamados tuberos, cortan completamente el racimo de cocos justo antes de que las flores abran. El líquido gotea en recipientes que se dejan durante días y se recoge lo acumulado cada mañana. Se vende en dos versiones: la pura, tal cual sale de la palma, o compuesta, cuando es mezclado con diferentes frutas como manzana, flor de Jamaica, pepino, y frutas secas como el cacahuate y nuez molida.  
Se hizo tan popular que en 1619, el capitán Sebastián de Piñeda escribió al rey Felipe III quejándose de los  «indios filipinos» instalados en Nueva España que estaban causando importantes pérdidas de beneficios a los exportadores de alcohol ibérico debido a la tuba.
La tuba fresca, que no tiene alcohol, se vende tradicionalmente por los vendedores ambulantes en calabazas de botella grandes mezcladas con leche de coco, hielo y azúcar. Por lo general, se cubre con cacahuates y frutas cortadas en cubitos. En el estado de Colima y aledaños como Jalisco se puede encontrar puestos fijos o ambulantes donde ofrecen la bebida de tuba pura o compuesta, generalmente con cacahuate. Se acostumbra tomar la bebida bien fría. 

### En el estrecho de Torres
A mediados del siglo XIX, los trabajadores inmigrantes filipinos se establecieron en las islas del Estrecho de Torres, Australia, para trabajar en la industria de las perlas como buzos y supervisores. Se establecieron en comunidades considerables en las islas Hammond, Horn y Thursday, contabilizando aproximadamente quinientos filipinos en 1884. A pesar de las leyes australianas contra el mestizaje y el racismo general del gobierno australiano en ese momento, muchos filipinos se casaron con los nativos isleños del estrecho de Tormes. Dejaron su impronta en la cultura local en las historias, canciones, en la gastronomía, y trajeron nuevas plantas para el cultivo, así como nuevas tecnologías.
Los isleños, quienes que tenían tradición de producir o consumir ninguna bebida alcohólica, adoptaron la técnica de fabricación de la tuba rápidamente, y la llamaron igual. La savia de coco fresca (sin alcohol) se bebía o se le agregaba mangos; también fermentaban la tuba propiamente dicha, como bebida o como levadura para hacer crecer el pan. Además, la destilaron en un licor al que se refirieron como «tuba al vapor» (steamed tuba). Aunque el Gobierno de Australia prohibió el consumo de alcohol a los aborígenes australianos entre 1837 y la década de 1960, no logró detener la popularidad de la tuba.
Después de la introducción de leyes racistas aún más restrictivas en 1901 y el colapso del mercado de perlas y conchas, la mayoría de los filipinos comenzaron a salir de Australia y regresar a Filipinas. Para 1912, casi toda la población filipina se había ido, junto con la perlicultura, dejando solo a las familias que se casaron con los lugareños y sus descendientes. Sin embargo, se mantuvo la tradición de la producción de tuba. Durante la Segunda Guerra Mundial, los isleños vendieron tuba a los militares estadounidenses estacionados en el Estrecho que también estaban familiarizados con la tuba, que sigue siendo una parte importante de la cultura isleña del Estrecho de Torres en la actualidad.

## Otros vinos de palma
El vino de palma es particularmente común en partes de África, donde es conocida como Legmi; en el sur de India (principalmente en Andhra Pradesh, Kerala y Tamil Nadu, donde es conocida como kallu (కల్లు en telugu, கள்ளு en tamil, കള്ള് en malayalam); en Sri Lanka; en Birmania; en Sabah, y el estado de Borneo donde es llamado 'bahar' o 'goribon'; así como Colima, Michoacán y Guerrero, estados en la costa oeste de México, como también en Filipinas, donde es conocido como tuba.